# 16. SS-Panzergrenadier-Division Reichsführer SS
De 16. SS Panzer-Grenadier-Division Reichsführer SS was een divisie van de Waffen-SS. De eenheid werd opgericht in november 1943 en ontbonden na de onvoorwaardelijke overgave van nazi-Duitsland op 8 mei 1945. De divisie heeft tijdens de oorlog aan diverse fronten gediend, met name in Joegoslavië, Hongarije, Italië en Oostenrijk.
Het embleem van de divisie was een bewerking van het symbool voor de rang van Reichsführer-SS, drie eikenbladeren met lauwerkrans eromheen.

## Geschiedenis

### Oprichting en formatie
De oorsprong van de divisie Reichsführer SS ligt bij het uitbouwen van het Begleit-Batallion Kommandostab Reichsführer SS, de escorte-eenheid van Reichsführer-SS Heinrich Himmler. Deze eenheid werd eerst uitgebreid tot de Stürmbrigade Reichsführer SS. Daarna werden er Volksduitse rekruten aan toegevoegd, om de brigade tot een volwaardige divisie om te vormen. Het grootste deel van deze rekruten zou uit Noorwegen zijn gekomen. De divisie kreeg de titel van Himmler en niet zijn naam, omdat SS-divisies enkel de namen droegen van reeds gestorven personen.

### Wapenfeiten in de periode 1943-1945
Onderdelen van de divisie zagen voor het eerst actie bij de geallieerde landingen te Anzio, tijdens operatie Shingle. Dit was in januari 1944. De rest van de divisie bleef echter in Hongarije, waar ze als bezettende macht opereerde. Op dat moment lag de frontlijn immers nog niet in Hongarije. Een Kampfgruppe van het reservebataljon van de divisie was tijdens operatie Market Garden bij Arnhem gestationeerd en nam daar deel aan de Duitse tegenaanvallen op de geallieerden. Delen van de divisie bleven in Italië actief tot de volledige divisie in februari 1945 terug verenigd werd in Hongarije. Daar bleef de divisie tegen de oprukkende Sovjets strijden terwijl ze zich gestaag terugtrok in de richting van de uit het westen naderende Britten. In mei 1945 gaf de divisie zich over aan de Britten in Klagenfurt.

## Bekende oorlogsmisdaden
Op 12 augustus 1944 werden in Sant’Anna di Stazzema 560 burgers vermoord door soldaten van het IIe Batallion, SS Panzer-Grenadier-Regiment 35, onder leiding van SS-Hauptsturmführer Anton Galler. Tien officieren en onderofficieren werden voor deze slachting bij verstek tot levenslang veroordeeld in 2005.
Tijdens acties tegen de partizanen van 29 september tot 5 oktober 1944, vermoordden soldaten van de 16. SS Panzer-Grenadier-Division onder leiding van SS-Sturmbannführer Walter Reder naar schatting 770 burgers. Dit gebeurde in het gebied rond Marzabotto, Monzuno en Grizzana Morandi. In 2007 stonden 17 soldaten bij verstek terecht voor deze misdaden. Tien van hen werden veroordeeld tot levenslang, de zeven anderen werden vrijgesproken.
Zeventien officieren van de divisie hebben gediend in de concentratiekampen. Eén officier heeft gediend in de Einsatzgruppen. Officieren die voor of na hun dienst in de divisie in de kampen of de Einsatzgruppen hebben gediend zijn bij deze getallen inbegrepen.

## Commandanten
De commandanten die hieronder vermeld staan, zijn enkel de commandanten van de divisie. De commandanten van het Begleit-Batallion Kommandostab Reichsführer SS of de Sturmbrigade Reichsführer SS zijn hierbij niet inbegrepen.
| Commandanten               | Begindatum      | Einddatum       |
| -------------------------- | --------------- | --------------- |
| SS-Gruppenführer Max Simon | 3 oktober 1943  | 24 oktober 1944 |
| SS-Brigadeführer Otto Baum | 24 oktober 1944 | 8 mei 1945      |

## Samenstelling
- SS-Panzergrenadier Regiment 35
- SS-Panzergrenadier Regiment 36
- SS-Artillerie Regiment 16
- SS-Panzer Abteilung 16
- SS-Flak-Abteilung 16
- SS-Panzer-Aufklärungsabteilung 16
- SS-Sturmgeschütz-Abteilung 16
- SS-Pionier-Btaillon 16
- SS-Nachrichten-Abteilung 16
- SS-Nachschub-Truppen 16
- SS-Wirtschafts-Bataillon 16
- SS-Instandsetzungs-Abteilung 16
- SS-Sanitäts-Abteilung 16
- SS-Feld-Ersatz-Btaillon 16
- Feldgendarmerie-Kompanie
- Kampfschule 16. SS Panzer-Grenadier-Division
- Begleit-Kompanie 16. SS Panzer-Grenadier-Division